# Bnyx
Benjamin Saint Fort (né le 23 avril 1995), connu professionnellement sous le nom de Bnyx,,(/bɛniː ˈɛks/, « Benny X », stylisé en majuscules) est un producteur de disques et auteur-compositeur américain. Il est connu pour avoir beaucoup travaillé avec Yeat, et a également produit de nombreux artistes tels que Drake, Nicki Minaj, Lil Tecca, Travis Scott, YoungBoy Never Broke Again, Kid Cudi, Lil Uzi Vert et Trippie Redd. Bnyx fait partie du collectif de producteurs Working on Dying, fondé à Philadelphie.

## Biographie
Benjamin Saint Fort nait le 23 avril 1995 à Upper Darby Township, en Pennsylvanie, de parents immigrants haïtiens. Son nom de scène provient de son surnom, Benny, et de la lettre X signifiant « Extrême » selon lui :«  Extrême [...] c'est ce que je recherche chaque fois que je crée de la musique ». C'est son frère aîné, Felix, qui l'incite à se lancer officiellement dans la production musicale après avoir entendu parler de ses créations. Son frère cadet, Patrick, connu professionnellement sous le nom de BeautifulMvn, est également producteur de musique et il leur arrive régulièrement de produire des titres ensemble. En 2017, Bnyx commence à travailler chez AT&T après avoir abandonné ses études pour des raisons financières. Durant cette période, il découvre le remix par Travis Scott du titre original de Rae Sremmurd « Swang », et il décide alors de créer son propre remix. Celui-ci fini par gagner en popularité, après que Bnyx ait à plusieurs reprises répondu à des tweets en incluant le lien vers son nouveau morceau,.

## Carrière

### 2017–2021: Début de carrière et Working on Dying
Bnyx commence la musique à l'âge de neuf ans, d'abord comme passe-temps avec son père. Il regarde de nombreux clips et interviews, appréciant alors le côté commercial de l'industrie musicale. Si au début, Bnyx n'entre en contact avec d'autres artistes que pour des prestations instrumentales, il finit bientôt par participer à l'écriture de paroles.
En 2021, Bnyx rejoint le collectif de producteurs Working on Dying, un groupe accueillant d'autres producteurs et beatmakers renommés comme F1lthy (en) et Oogie . Cette année marque également le début de sa collaboration avec Yeat, Bnyx ayant produit des titres de l'artiste sur la mixtape 4L, l'EP Trendi et l'album Up 2 Me (en), tous sortis en 2021.

### 2022–présent : Succès commercial et notoriété
En 2022, Bnyx produit plusieurs titres sur l'EP Lyfë (en) de Yeat, notamment Flawlëss, en collaboration avec Lil Uzi Vert.
En février 2023, il participe à produire 8 des 22 morceaux du troisième album de Yeat, Afterlyfe (en),. Le 7 avril 2023, Drake sort le single Search & Rescue (en), que Bnyx a aidé à produire . Le 12 mai, Bnyx est impliqué dans la production d'un titre de Cochise, intitulée Kaneki. Le 30 juin, Bnyx participe à la production d'une chanson de Lil Uzi Vert, présente dans son troisième album studio Pink Tape (en), intitulée Aye (en) (avec Travis Scott ). Le 28 juillet, Travis Scott dévoile son quatrième album studio, Utopia, dans lequel Bnyx a aidé à produire les titres K-pop (en)  (avec Bad Bunny and the Weeknd ), Sirens (en) et Meltdown (en)" (avec Drake). K-pop étant le single promotionnel de l'album, il sort exactement une semaine avant le projet,. Le 10 août, Yeat publie son single Bigger Then Everything (en), dans lequel Bnyx apparait comme coproducteur,. Bnyx participe à la production de Rocket Power de Quavo, sorti le 18 août 2023, où il travaille sur cinq titres du projet.
Le 15 septembre, BNYX coproduit Slime You Out de Drake avec SZA,. Le titre débute alors à la première place du Billboard Hot 100, devenant ainsi le premier morceau produit par Bnyx à prendre la tête du classement. Le 22 septembre, Lil Tecca dévoile son troisième album studio, Tec, dans lequel Bnyx a travaillé sur les titres Yves et Hvn on Earth (en)" (avec Kodak Black),. Le 6 octobre, Drake sort son huitième album studio, For All the Dogs dans lequel Bnyx a aidé à produire huit titres : Fear of Heights, IDGAF (avec Yeat), 7969 Santa, Slime You Out (avec SZA), What Would Pluto Do, All the Parties (avec Chief Keef ), Rich Baby Daddy (avec SZA et Sexyy Red), et Away From Home . Le 10 novembre, The Kid Laroi sort son premier album studio, The First Time, dans lequel les titres I Thought That I Needed You et What Went Wrong??? ont été produits par Bnyx. Le 8 décembre, Nicki Minaj sort son cinquième album studio Pink Friday 2, sur lequel Bnyx a coproduit le vingtième morceau de l'album, Blessings (avec Tasha Cobbs Leonard). Fin 2023, Bnyx est couronné « Meilleur producteur hip-hop vivant » de l'année par le magazine Complex.
Le 12 janvier 2024, Bnyx apparait à la production de quatre titres de Insano, neuvième album studio de Kid Cudi : Most Ain't Dennis, ElectroWaveBaby, Funky Wizard Smoke et Porsche Topless ,,. Le 1er février, Bnyx produit Bnyx Da Reaper de YoungBoy Never Broke Again. En avril, en vu de la sortie de son premier album studio, Bnyx signe un contrat avec les labels Field Trip Recordings et Capitol Records, ainsi qu'avec le label Lyfestyle Corporation, fondé par Yeat en 2023,. Bnyx produirait Missing Everything du septième album studio de YoungBoy Never Broke Again, I Just Got a Lot on My Shoulders, sorti le 6 décembre 2024. Plus tard, il produit Trap 101 et coproduit GD Galaxy, deux titres présents sur la troisième compilation de YoungBoy Never Broke Again, More Leaks, sortie le 7 mars 2025.
Le 3 janvier 2025, Bnyx, aux côtés du rappeur d'Atlanta Benji Blue Bills et du streamer en ligne YourRAGE, sortent la collaboration Aye Rage, qui représentera plus tard le premier single de l'album collaboratif de Bnyx et Benji, Out The Blue, sorti le 30 mai 2025.

## Discographie en tant que producteur

### Singles classés dans les charts
| Titre                                            | Année | Meilleure position atteinte | Meilleure position atteinte | Meilleure position atteinte | Meilleure position atteinte | Meilleure position atteinte | Meilleure position atteinte | Meilleure position atteinte | Meilleure position atteinte | Meilleure position atteinte | Meilleure position atteinte | Certifications           | Album                |
| Titre                                            | Année | US                          | US R&B/HH                   | US Rap                      | AUS                         | CAN                         | FRA                         | IRE                         | NZ                          | UK                          | WW                          | Certifications           | Album                |
| ------------------------------------------------ | ----- | --------------------------- | --------------------------- | --------------------------- | --------------------------- | --------------------------- | --------------------------- | --------------------------- | --------------------------- | --------------------------- | --------------------------- | ------------------------ | -------------------- |
| "Talk" (Yeat)                                    | 2022  | 42                          | —                           | —                           | —                           | 55                          | —                           | —                           | —                           | —                           | 85                          | - RIAA: Or - MC: Platine | Lyfe                 |
| "Search &amp; Rescue" (Drake)                    | 2023  | 2                           | 1                           | 1                           | 8                           | 4                           | 118                         | 6                           | 11                          | 5                           | 3                           |                          | Single (pas d'album) |
| "K-pop" (Travis Scott, Bad Bunny, et The Weeknd) | 2023  | 7                           | 2                           | 2                           | 22                          | 14                          | 20                          | 30                          | 27                          | 24                          | 5                           |                          | Utopia               |
| "Meltdown" (Travis Scott ft. Drake)              | 2023  | 3                           | 1                           | 1                           | 8                           | 1                           | 21                          | 10                          | 4                           | 10                          | 2                           | - MC: Platine            | Utopia               |
| "Bigger Then Everything" (Yeat)                  | 2023  | —                           | 37                          | —                           | —                           | —                           | —                           | —                           | —                           | —                           | —                           |                          | Single (pas d'album) |
| "Hvn on Earth" (Lil Tecca etKodak Black)         | 2023  | 88                          | 30                          | —                           | —                           | 69                          | —                           | —                           | —                           | —                           | —                           |                          | Tec                  |
| "Slime You Out" (Drake ft.SZA)                   | 2023  | 1                           | 1                           | —                           | 12                          | 2                           | 77                          | 8                           | 9                           | 10                          | 3                           |                          | For All the Dogs     |
| "Rich Baby Daddy" (Drake ft. SZA et Sexyy Red)   | 2023  | 11                          | 4                           | 3                           | 11                          | 18                          | 152                         | 20                          | 9                           | 10                          | 16                          | - BPI: Argent - RMNZ: Or | For All the Dogs     |

### Autres titres classées et certifiées
| Titre                                                                                         | Année | Meilleure position atteinte | Meilleure position atteinte | Meilleure position atteinte | Meilleure position atteinte | Meilleure position atteinte | Meilleure position atteinte | Meilleure position atteinte | Meilleure position atteinte | Meilleure position atteinte | Meilleure position atteinte | Certifications           | Album                  |
| Titre                                                                                         | Année | US                          | US R&B/HH                   | US Rap                      | AUS                         | CAN                         | FRA                         | IRE                         | NZ                          | UK                          | WW                          | Certifications           | Album                  |
| --------------------------------------------------------------------------------------------- | ----- | --------------------------- | --------------------------- | --------------------------- | --------------------------- | --------------------------- | --------------------------- | --------------------------- | --------------------------- | --------------------------- | --------------------------- | ------------------------ | ---------------------- |
| "Out the Way" (Yeat)                                                                          | 2022  | —[D]                        | 36                          | —                           | —                           | 73                          | —                           | —                           | —                           | —                           | —                           | - RIAA: Or - MC: Platine | Lyfe                   |
| "No More Talk" (Yeat)                                                                         | 2023  | 77                          | 27                          | 16                          | —                           | 81                          | —                           | —                           | —                           | —                           | —                           |                          | Afterlyfe              |
| "Nun I'd Change" (Yeat)                                                                       | 2023  | —[G]                        | —                           | —                           | —                           | —                           | —                           | —                           | —                           | —                           | —                           |                          | Afterlyfe              |
| "Aye" (Lil Uzi Vert ft. Travis Scott)                                                         | 2023  | 31                          | 11                          | 7                           | —                           | 44                          | —                           | 68                          | —                           | 93                          | 54                          |                          | Pink Tape et Utopia[J] |
| "Sirens" (Travis Scott)                                                                       | 2023  | 27                          | 26                          | 14                          | 37                          | 24                          | 36                          | —                           | 34                          | —{                          | 22                          |                          | Utopia                 |
| "Hold Me" (Quavo)                                                                             | 2023  | —                           | 50                          | —                           | —                           | —                           | —                           | —                           | —                           | —                           | —                           |                          | Rocket Power           |
| "Fear of Heights" (Drake)                                                                     | 2023  | 10                          | 9                           | 7                           | 22                          | 8                           | 90                          | —                           | 28                          | —                           | 13                          |                          | For All the Dogs       |
| "IDGAF" (Drake ft. Yeat)                                                                      | 2023  | 2                           | 2                           | 2                           | 6                           | 1                           | 25                          | 9                           | 6                           | 5                           | 1                           |                          | For All the Dogs       |
| "7969 Santa" (Drake)                                                                          | 2023  | 16                          | 12                          | 10                          | 66                          | 16                          | 103                         | —                           | —                           | —                           | 19                          |                          | For All the Dogs       |
| "What Would Pluto Do" (Drake)                                                                 | 2023  | 18                          | 14                          | 12                          | 21                          | 53                          | —                           | —                           | —                           | —                           | 24                          |                          | For All the Dogs       |
| "All the Parties" (Drake ft. Chief Keef)                                                      | 2023  | 26                          | 19                          | 15                          | 68                          | 27                          | —                           | —                           | —                           | —                           | 30                          |                          | For All the Dogs       |
| "Away From Home" (Drake)                                                                      | 2023  | 32                          | 23                          | 19                          | 99                          | 33                          | —                           | —                           | —                           | —                           | 47                          |                          | For All the Dogs       |
| "I Thought That I Needed You" (The Kid Laroi)                                                 | 2023  | —                           | —                           | —                           | —                           | —                           | —                           | —                           | —                           | —                           | —                           |                          | The First Time         |
| "Blessings" (Nicki Minaj ft. Tasha Cobbs Leonard)                                             | 2023  | —                           | —                           | —                           | —                           | —                           | —                           | —                           | —                           | —                           | —                           |                          | Pink Friday 2          |
| "ElectroWaveBaby" (Kid Cudi)                                                                  | 2024  | —                           | —                           | —                           | —                           | —                           | —                           | —                           | —                           | —                           | —                           |                          | Insano                 |
| "Wake Up F1lthy" (Playboi Carti et Travis Scott)                                              | 2025  | 52                          | 25                          | 23                          | 87                          | 55                          | —                           | —                           | —                           | —                           | 51                          |                          | Music                  |
| "—" signifie que le titre n'a pas atteint le classement ou n'es pas publié sur ce territoire. |       |                             |                             |                             |                             |                             |                             |                             |                             |                             |                             |                          |                        |

## liens externes
- Ressources relatives à la musique :   - MusicBrainz
  - SoundCloud